# Mustafa Tlas

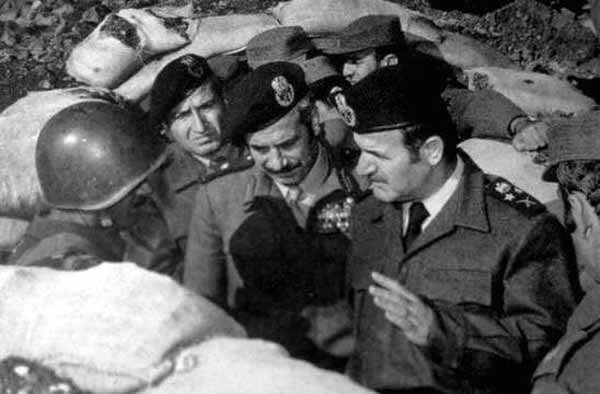
Präsident Assad (rechts) und Verteidigungsminister Tlas (Mitte) während des Oktoberkrieges 1973 an der Golan-Front

Mustafa Tlas in seinem Büro in Damaskus (Januar 1990)

Mustafa Tlas bzw. Mustafa Tlass (arabisch مصطفى طلاس, DMG Muṣṭafā Ṭalās; * 11. Mai 1932 in ar-Rastan bei Homs; † 27. Juni 2017 in Paris) war ein syrischer General und Politiker. Er stand als langjähriger Verteidigungsminister und enger Vertrauter Hafiz al-Assads und seines Sohnes Baschar vier Jahrzehnte im Zentrum des Regimes der Baath-Partei in Syrien.

## Leben
Tlas wurde 1932 in ar-Rastan (الرستن) im Gouvernement Homs geboren und entstammt einer sunnitischen Familie kabylischen Ursprungs. Mit 15 Jahren trat er der Baath-Partei bei.
Er studierte an der Militärakademie von Homs und freundete sich ab 1951 mit dem damals höherrangigen Luftwaffenoffizier Hafiz al-Assad an, dessen Vertrauter er wurde. Von 1958 bis 1961 waren beide in der damaligen Vereinigten Arabischen Republik, einem Zusammenschluss von Ägypten und Syrien, in Kairo stationiert. Nachdem die Vereinigte Arabische Republik nach einem Putsch in Syrien aufgelöst worden war, wurden beide von den ägyptischen Behörden inhaftiert. Nach ihrer Rückkehr nach Syrien wurden beide von den Putschisten aufgrund ihrer Sympathien für Nasser aus dem Militärdienst entlassen. Tlas nahm daraufhin eine zivile Stelle im Ministerium für Nachschub an. Nach dem Putsch der Baath-Partei 1963 wurde Tlas in das Militärkomitee der Partei berufen und erhielt das Kommando über die 5. Panzerbrigade der syrischen Armee. 1964 wurde Tlas von Präsident Amin al-Hafiz mit dem Vorsitz des Militärtribunals betraut, welches Aktivisten der Muslimbruderschaft aburteilte. 1965 wurde er in den Revolutionären Kommandorat berufen. Während des Sechstagekriegs befehligte er die Reserve und stand dem Hochsicherheitsgericht vor. Nach der Niederlage wurde er Stabschef der Armee. 1970 versuchte Assads Rivale Salah Dschadid Tlas abzusetzen, was zum Putsch Assads und dessen Alleinherrschaft führte. 1972 wurde Tlas zum Verteidigungsminister ernannt, ein Amt, das er bis zum Tod von Hafiz al-Assad ausüben sollte.
In den 1970er Jahren modernisierte er die syrische Armee mit Hilfe der Sowjetunion. Im Februar 1982 war er verantwortlich für das Massaker von Hama, das in der mittelsyrischen Stadt Hama mehrere Zehntausend Opfer forderte, darunter zahlreiche Mitglieder der Muslimbrüder, die in Opposition zur regierenden Baath-Partei standen.
Nach dem Tod Hafiz al-Assads blieb Tlas als enger Vertrauter von Baschar al-Assad im Zentrum des Regimes. 2001 wurde er erneut Verteidigungsminister. 2004 quittierte er nach 52 Jahren den Dienst im syrischen Militär und zog sich im Juni 2005 von seinen politischen Ämtern zurück.
Tlas verdiente unter anderem durch gefälschte Endbenutzerzertifikate für internationale Waffenhändler und Schmuggel in den unter Embargo stehenden Irak ein beträchtliches Vermögen. Sein Sohn Firas übernahm die Geschäfte und baute sich ein Geschäftsimperium auf.
Er hat mehrere Bücher aus eigener Hand veröffentlicht und einen Verlag aufgebaut, in dem unter anderem eine Neuauflage der „Protokolle der Weisen von Zion“ herausgegeben wurde. 1983 publizierte er ein antisemitisches Buch namens „Matza von Zion“ mit einer Beschreibung der Damaskusaffäre von 1840. Dabei wird die mittelalterliche Ritualmordlegende wiederaufgenommen, wonach Juden zum Backen der Matze Blut verwenden würden.
Tlas hat zwei Söhne, Firas und Manaf Tlas, sowie zwei Töchter, Sarya Tlas und Nahed Ojjeh, Witwe des saudischen Waffenhändlers Akram Ojjeh. Tlas verließ 2011 Syrien zusammen mit seinem Sohn Firas um in Frankreich eine medizinische Behandlung anzutreten. Sein Sohn Manaf desertierte 2012 aus der syrischen Armee.